# Llista de representacions de Catalunya a l'exterior
Aquesta és la llista de la representació de Catalunya a l'exterior. Catalunya compta amb una diversitat de delegacions i oficines fora del seu territori que, tot i no disposar d'estatus diplomàtic ni de competències en afers exteriors, faciliten l'exercici de l'acció exterior de la Generalitat de Catalunya allà on sigui d'interès fomentar-la, especialment pel que fa a aspectes com l'econòmic, el cultural i el manteniment del diàleg bilateral amb els governs dels Estats o entitats subnacionals corresponents, així com facilitar la informació a aquests i als mitjans de comunicació estrangers.
Arran de la intervenció de la Generalitat mitjançant l'article 155 de la Constitució espanyola, el govern de l'Estat va tancar totes les delegacions tret de la de Brussel·les per estar reconeguda estatutàriament. El juny de 2018 el nou conseller d'Acció Exterior, Ernest Maragall, anuncià la reobertura de les delegacions en un termini breu de temps, començant per les de Londres, Berlín, Roma, Ginebra i Washington D.C.
A finals de l'any 2019, el Ministeri d'Afers Exteriors d'Espanya dirigit per Josep Borrell va presentar un recurs davant del TSJC contra l'obertura de les delegacions de Mèxic i l'Amèrica Central, el Con Sud i de l'Àfrica del Nord, amb seus a Mèxic, Argentina i Tunísia, respectivament. Aquest fet va provocar la paralització d'aquestes seus fins que a principis del 2020 es va reprendre el funcionament normal amb l'assumpció de part de la Generalitat dels requeriments del Govern Espanyol. Posteriorment, l'obertura de delegacions ha estat constant i ja supera la vintena.

## Delegacions del Govern
Organismes Internacionals
- Delegació davant la Unió Europea . Amb seu a Brussel·les, la delegada actual és Ester Borràs Andreu, des de l'octubre del 2024.

Amèrica
- Delegació al Brasil . Actualment amb seu a Barcelona, però amb previsió que sigui a Brasília, la delegada actual és Paula Mèlich Bonet des del març del 2023.

- Delegació del Con Sud    , amb l'àmbit territorial d'Argentina, Uruguai, Paraguai i Xile. Amb seu a Buenos Aires, el delegat actual és Josep Vives i Portell des d'agost del 2022.

- Delegació als Estats Units i al Canadà  . Amb seu a Washington DC, disposa també d'oficines a Nova York i a Ottawa, actualment el càrrec de delegat és vacant des del cessament d'Isidre Sala Queralt el desembre del 2024.

- Delegació als Estats Andins     , amb l'àmbit territorial de Colòmbia, Bolívia, Equador, Perú i Veneçuela. Actualment amb seu a Barcelona, però amb previsió que sigui a Bogotà, el delegat actual és Antoni Vicens i Vicens des de l'octubre del 2023.

- Delegació a Mèxic i l'Amèrica Central        , amb l'àmbit territorial de Mèxic, Belize, Costa Rica, El Salvador, Guatemala, Hondures, Nicaragua i el Panamà. Amb seu a la Ciutat de Mèxic, el delegat és Lleïr Daban Hurtós des de l'octubre del 2019.

Europa
- Delegació a Alemanya . Amb seu a Berlín, la delegada actual és Marie Kapretz des de l'agost del 2022.

- Delegació a Andorra . Actualment amb seu a Barcelona, però amb previsió que sigui a Andorra la Vella, la delegada actual és Anna Vives i Tarrés des de l'abril del 2023.

- Delegació a l'Europa Central       , amb l'àmbit territorial d'Àustria, Hongria, Eslovàquia, Eslovènia, República Txeca, Polònia i Liechtenstein. Amb seu a Viena, la delegada actual és Krystyna Schreiber des de l'abril del 2019.

- Delegació a França . Amb seu a París, la delegada actual és Eva Doya Le Besnerais des de l'abril del 2023.

- Delegació a Itàlia   , amb l'àmbit territorial d'Itàlia, San Marino i Malta. Amb seu a Roma, el delegat actual és Luca Bellizzi des del juliol del 2018.

- Delegació dels Països Nòrdics i els Països Bàltics        , amb l'àmbit territorial de Suècia, Dinamarca, Finlàndia, Islàndia, Noruega, Estònia, Letònia i Lituània. Amb seu a Estocolm, la delegada és Montserrat Riba i Cunill des de l'abril del 2022.

- Delegació a Portugal . Amb seu a Lisboa, el delegat actual és Rui Álvaro Serra da Costa Reis des de l'abril del 2019.

- Delegació al Regne Unit i Irlanda  . Amb seu a Londres, el delegat actual és Francesc Claret Traid des del setembre del 2022.

- Delegació al Sud-est d'Europa      , amb l'àmbit territorial de Croàcia, Bòsnia i Hercegovina, Bulgària, Montenegro, Romania i Sèrbia. Amb seu a Zagreb, actualment el càrrec de delegat és vacant des del cessament d'Eric Hauck el novembre del 2024.

- Delegació a Suïssa . Amb àmbit territorial a Suïssa, però inclou també els organismes internacionals que hi són presents. Té la seu a Ginebra, i el delegat actual és Gabriel Boichat Sancho des del juny del 2020.

Àfrica
- Delegació a l'Àfrica Meridional   , en l'àmbit territorial de Sud-àfrica, Moçambic i Angola. Actualment amb seu a Barcelona però amb previsió que sigui a Pretòria, el càrrec de delegat és vacant des del gener del 2025.

- Delegació del Nord d'Àfrica   , amb l'àmbit territorial de Tunísia, Algèria i el Marroc. Amb seu a Tunis, la delegada és Habiba El Mouali Benomar des del gener del 2024.

- Delegació a l'Àfrica Occidental      , amb l'àmbit territorial del Senegal, Gàmbia, Costa d'Ivori, Nigèria, Ghana i Mali. Actualment amb seu a Barcelona, però amb previsió que sigui a Dakar, el delegat actual és Javier Calderón i Raya des de l'abril del 2022.

Àsia
- Delegació a Corea del Sud (República de Corea). Amb seu a Seül, el delegat actual és Bekiu Kim Jung des d'octubre del 2024.

- Delegació al Japó  , amb l'àmbit territorial del Japó i la Xina. Actualment amb seu a Barcelona, però amb previsió que sigui a Tòquio, la delegada actual és Mònica Castellà Pujadó des del gener del 2023.

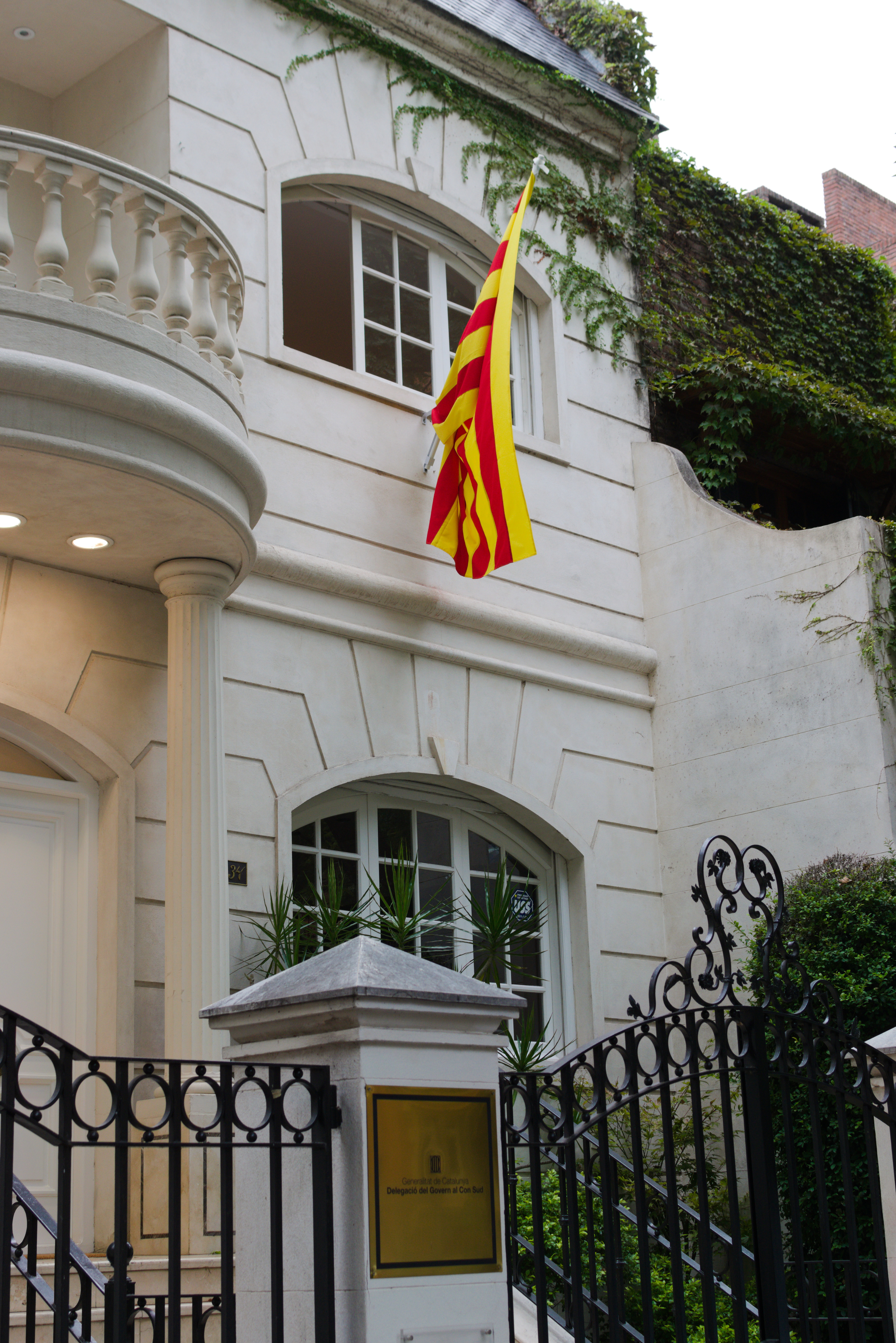
Delegació de la Generalitat de Catalunya a Buenos Aires, Argentina.
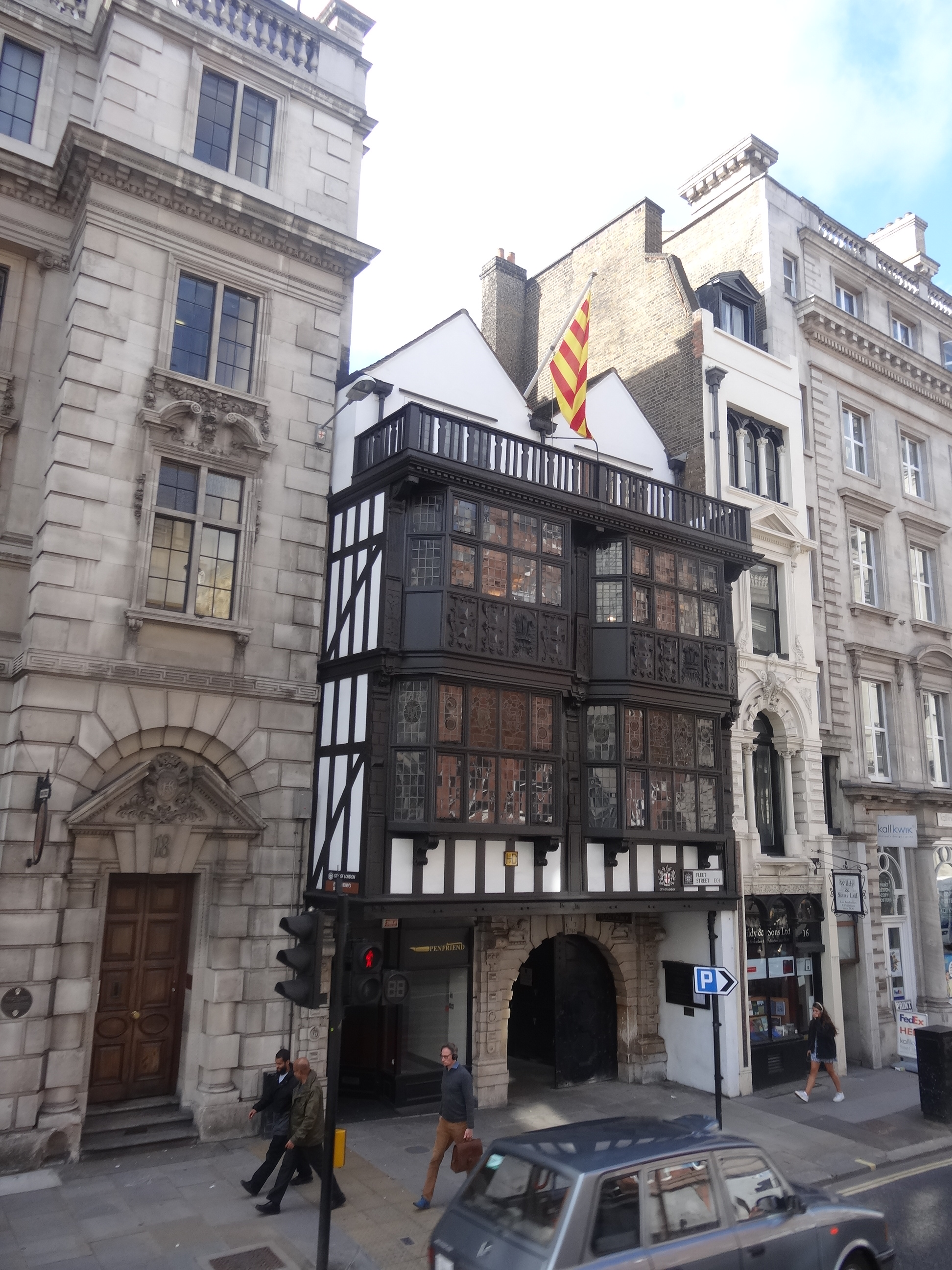
Delegació de la Generalitat de Catalunya a Londres, Regne Unit.
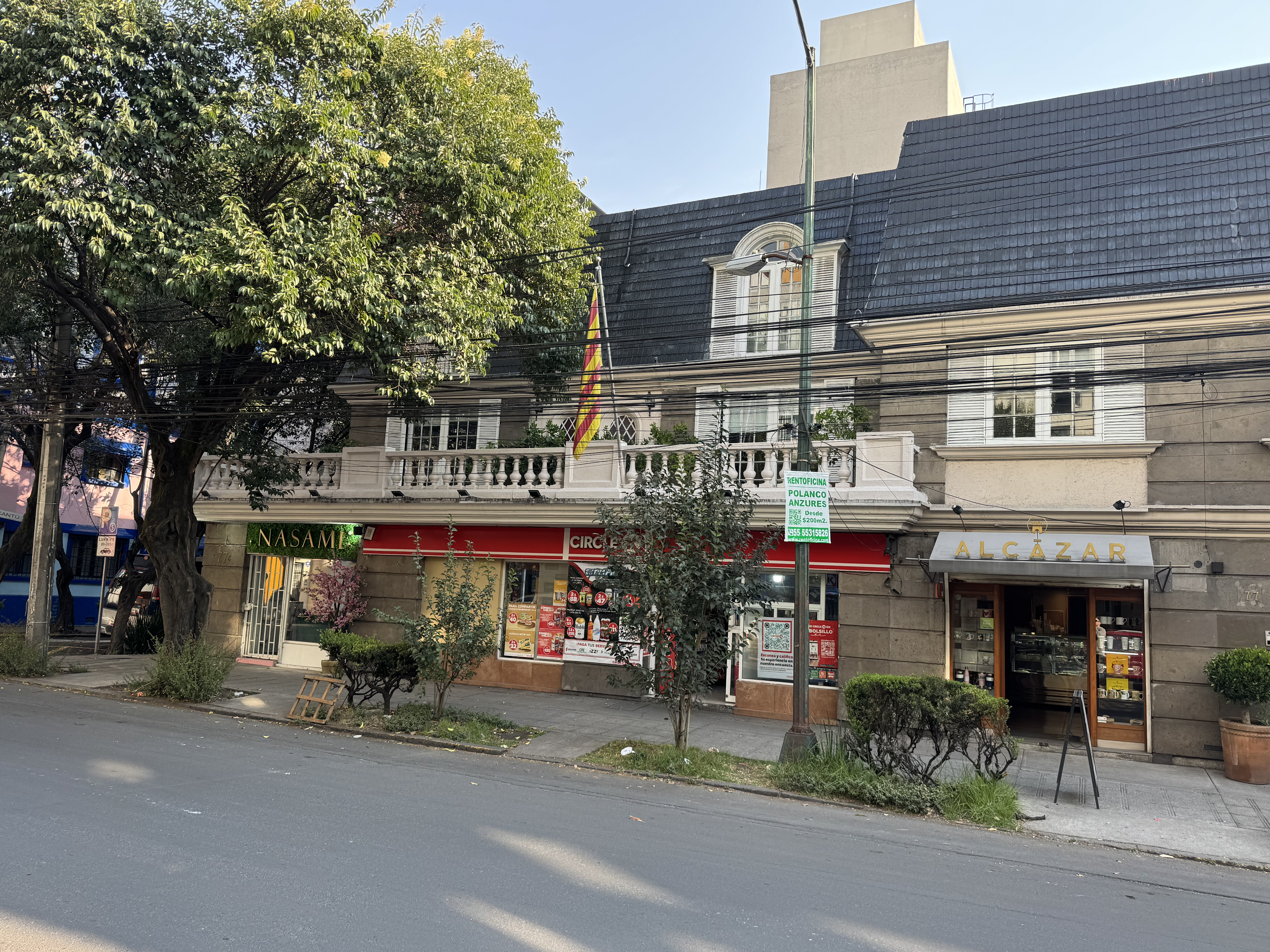
Delegació de la Generalitat de Catalunya a la Ciutat de Mèxic, Mèxic.